# Mercedes-Benz M119
La sigla Mercedes-Benz M119 identifica una serie di motori V8 a ciclo Otto prodotti dal 1989 al 1999 dalla Casa tedesca Mercedes-Benz.

## Profilo e caratteristiche

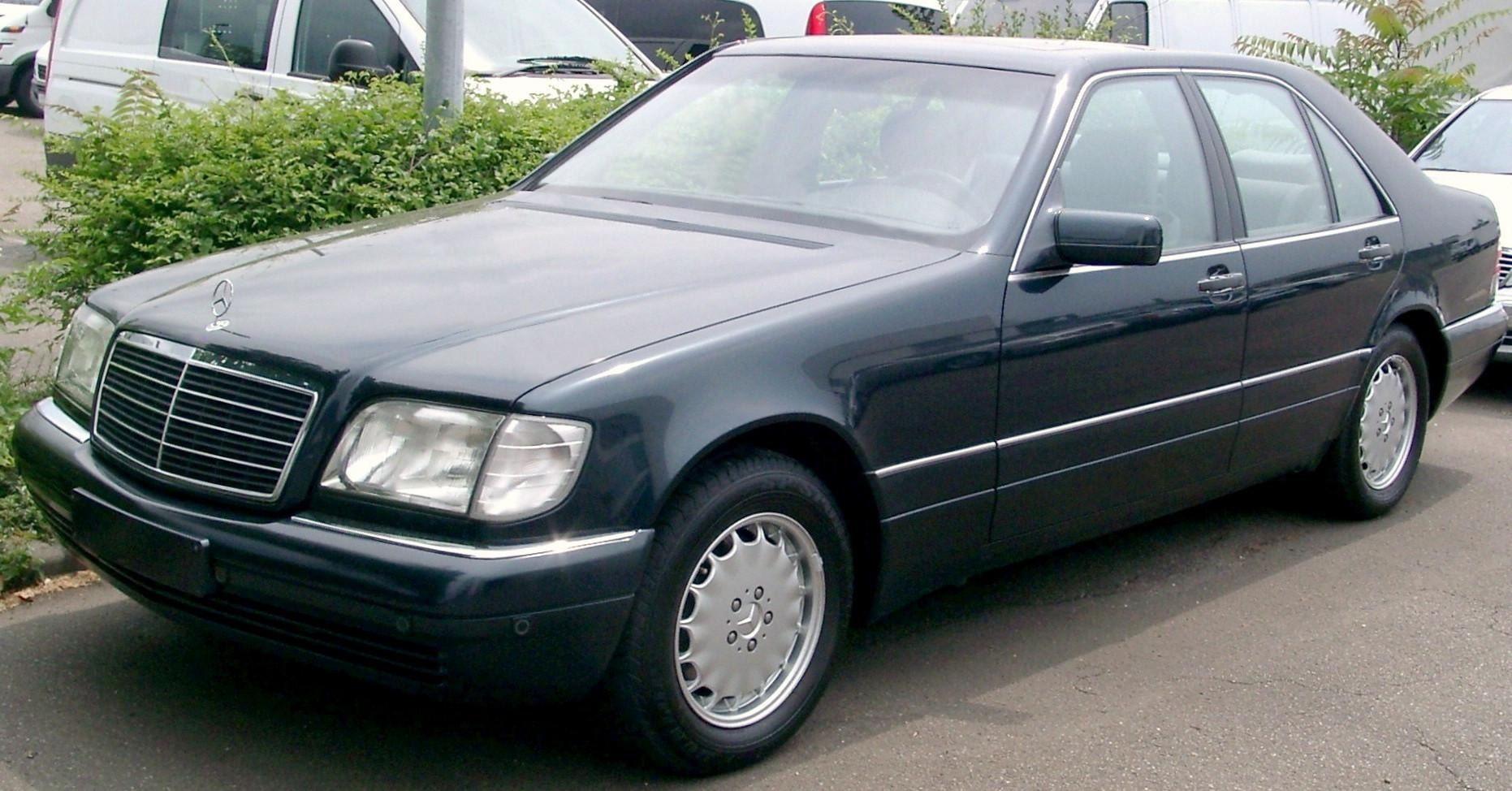
Tra le varie applicazioni dei motori M119 vi è la grande Classe S W140

Si tratta di una famiglia composta da tre grossi motori V8 destinati a modelli di lusso. Di tali motori i principali e più utilizzati sono stati il 4,2 ed il 5 litri. Vi è stato però anche un terzo motore, nato da una rivisitazione della AMG, preparatore ufficiale Mercedes-Benz. Questo motore raggiungeva invece una cubatura di 6 litri ed ha avuto, come si vedrà, un ambito di utilizzo molto più ristretto.

Le caratteristiche comuni ai tre motori M119 erano:
- architettura di tipo V8;
- angolo di 90° tra le bancate;
- monoblocco e testate in lega di alluminio;
- distribuzione a doppio asse a camme in testa per bancata;
- testata a 4 valvole per cilindro;
- assi a camme di aspirazione con dispositivo di fasatura variabile su tre posizioni;
- alimentazione ad iniezione elettronica;
- pistoni in lega di alluminio rivestiti in ghisa;
- bielle forgiate con foro di uscita per olio a spruzzo destinato al raffreddamento dei pistoni;
- albero a gomiti su 5 supporti di banco.

Nel 1997 i motori M119 sono stati affiancati dai nuovi motori M113: due anni dopo, questi ultimi avrebbero sostituito i primi.

Di seguito viene proposta una panoramica dei motori M119 in ordine cronologico di debutto.

### Versione da 5 litri: M119E50
Il primo motore M119 a debuttare è stato quello da 5 litri, le cui caratteristiche erano le seguenti:
- alesaggio e corsa: 96.5x85 mm;
- cilindrata: 4973 cm³;
- rapporto di compressione: 10:1;
- potenza massima: 326 CV a 5700 giri/min;
- coppia massima: 480 Nm a 3900 giri/min;
- applicazioni:
  - Mercedes-Benz 500 SL R129 (1989-93);
  - Mercedes-Benz SL500 R129 (1993-98);
  - Mercedes-Benz 500 E W124 (1991-93);
  - Mercedes-Benz E 500 W124 (1993-95);
  - Mercedes-Benz 500 SE/SEL W140 (1991-93);
  - Mercedes-Benz S 500/S 500 Lunga (1993-98);
  - Mercedes-Benz 500 SEC C140 (1992-93);
  - Mercedes-Benz S 500 Coupé C140 (1993-96);
  - Mercedes-Benz CL 500 C140 (1996-98).

Si tenga presente che il 5 litri M119, a partire dal mese di ottobre del 1992, è stato oggetto di una lieve rivisitazione che ne leggermente ridotto la potenza massima, scesa a livelli compresi tra 315 e 320 CV a 5600 giri/min. Anche la coppia ha subito un lieve decremento, portandosi a 470 N·m sempre a 3900 giri/min.
Del 5 litri M119 è esistita anche una versione AMG, accreditata di un rapporto di compressione pari ad 11:1, di una potenza massima di 347 CV a 5750 giri/min e di una coppia massima di 480 Nm tra 3750 e 4250 giri/min. Tale motore è stato montato sulla Mercedes-Benz E 50 AMG W210 (1996-97).

#### Il 5 litriM119e lo sport

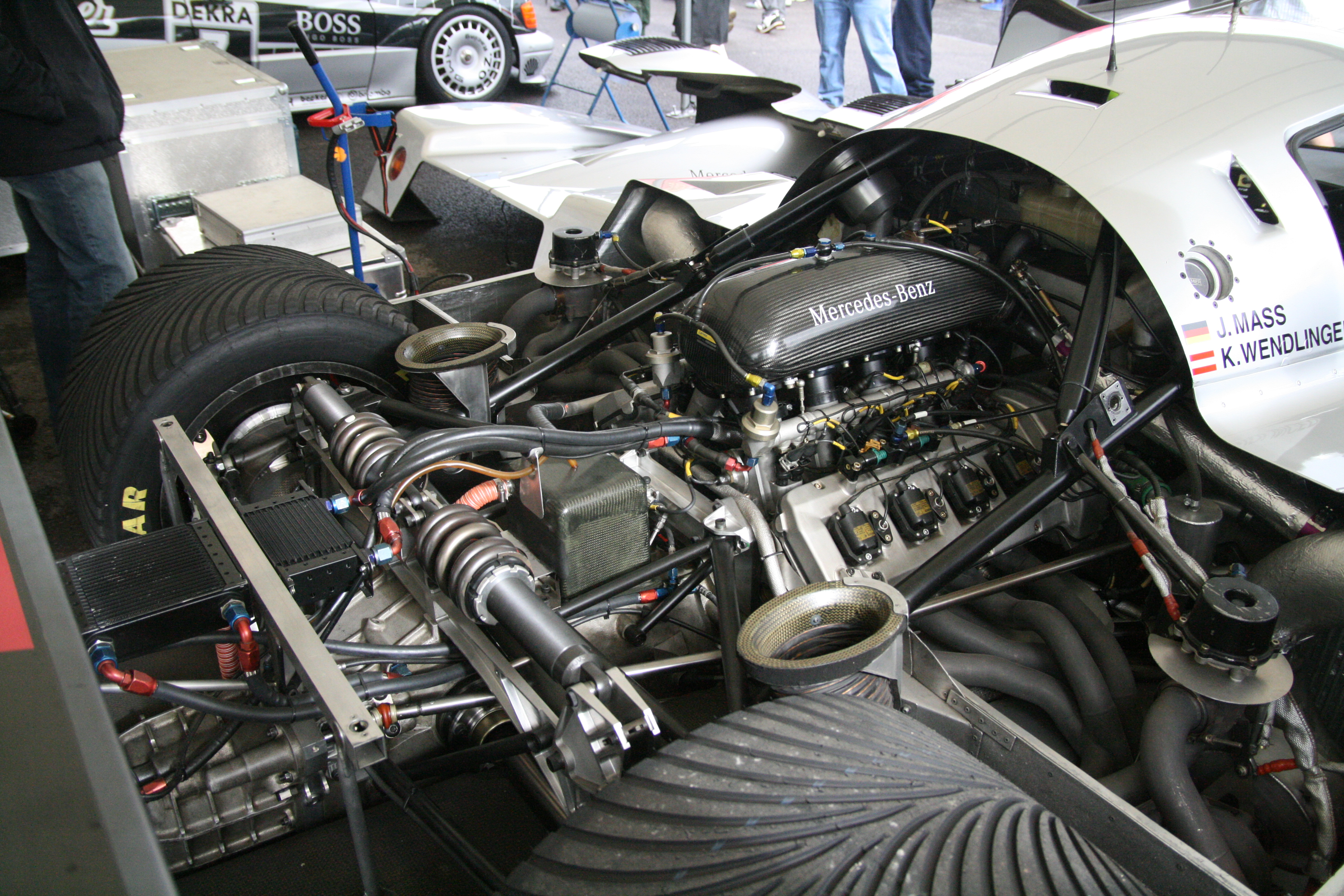
Un 5 litri M119 biturbo in una C11

Il motore M119 è stato impiegato con successo anche nell'ambito delle corse automobilistiche come propulsore dei prototipi realizzati dalla Sauber in collaborazione con la Mercedes-Benz e schierati nel Campionato del Mondo Sport Prototipi. Tale motore è una versione profondamente rivista dell'unità di serie, anche se la cilindrata è rimasta invariata. Innanzitutto si tratta di un 5 litri non più aspirato ma sovralimentato mediante due turbocompressori KKK, perciò il rapporto di compressione è stato ridotto sensibilmente e portato ad 8.5:1. La potenza massima raggiungeva i 720 CV a 7000 giri/min, mentre la coppia motrice toccava gli 810 N·m a 3500 giri/min. In tale configurazione, questo motore è stato utilizzato sulla Sauber C9 nel 1989.
Nel 1990 lo stesso motore è stato ulteriormente evoluto e montato sulla Mercedes-Benz C11: normalmente in regime di gara la potenza massima era di 730 CV a 7000 giri/min, mentre in qualifica o nelle fasi di sorpasso si poteva innalzare la pressione di sovralimentazione tramite un overboost regolabile, aumentando la potenza fino a 950 CV. Nella configurazione del 1990, la coppia massima sale ad 820 N·m.

Questo propulsore ha permesso al sodalizio Sauber-Mercedes di vincere il titolo mondiale costruttori e piloti nel 1989 e nel 1990, vincendo anche la 24 Ore di Le Mans 1989, a distanza di 37 anni dall'ultima vittoria della Mercedes nella maratona automobilistica francese.
Dal motore M119 sovralimentato utilizzato sulla Mercedes-Benz C11, è derivata una versione ad aspirazione atmosferica denominata GT 108 B realizzata per essere montata sulla Mercedes-Benz CLK-LM che ha gareggiato alla 24 Ore di Le Mans 1998 e nel Campionato FIA GT, tale variante aveva una cilindrata di 4986 cc ed erogava una potenza massima di 600 CV limitata per regolamento da flange sui condotti di aspirazione.
Per la stagione sportiva 1999 venne sviluppata un'ulteriore versione, la GT 108 C, per essere montata sulla Mercedes-Benz CLR che gareggiò poi alla 24 Ore di Le Mans 1999, aveva una cilindrata incrementata a 5721 cm³, testata a 32 valvole e una potenza di oltre 600 CV, limitata da flange nell'aspirazione.

### Versione da 4,2 litri: M119E42

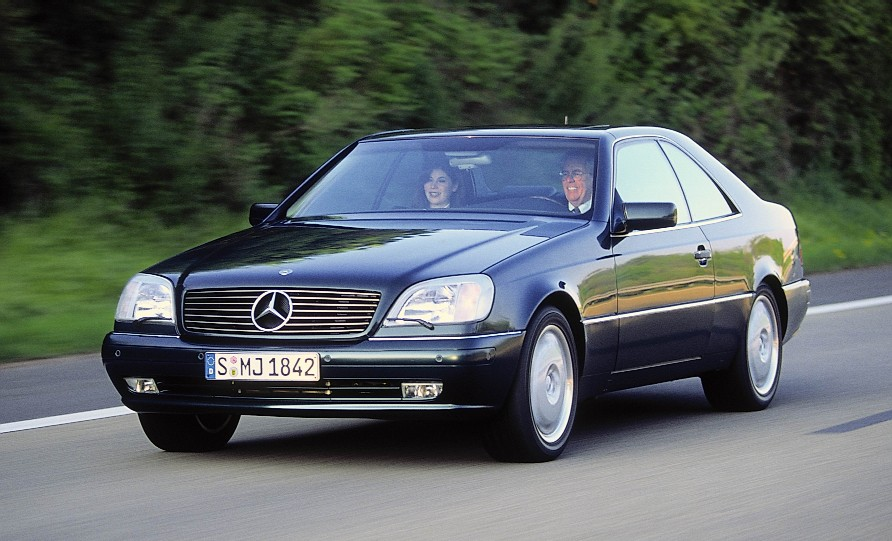
Le grosse coupé della serie C140 sono tra le applicazioni del 4.2 M119

La più piccola tra le motorizzazioni M119 deriva strettamente dal 4.2 M116E42 ed è stata introdotta circa due anni dopo il lancio del 5 litri. Queste erano le sue caratteristiche:
- alesaggio e corsa: 92x78.9 mm;
- cilindrata: 4196 cc;
- rapporto di compressione: 11:1;
- potenza massima: 279 CV a 5700 giri/min;
- coppia massima: 400 N·m a 3900 giri/min;
- applicazioni: 
  - Mercedes-Benz 400 E W124 (1991-93);
  - Mercedes-Benz E 420 W124 (1993-95);
  - Mercedes-Benz E 420 W210 (1996-98);
  - Mercedes-Benz 400 SE/SEL W140 (1991-93);
  - Mercedes-Benz S 420/S 420 Lunga (1993-98);
  - Mercedes-Benz S 420 Coupé C140 (1994-96);
  - Mercedes-Benz CL 420 C140 (1996-98).

### Versione da 6 litri: M119E60

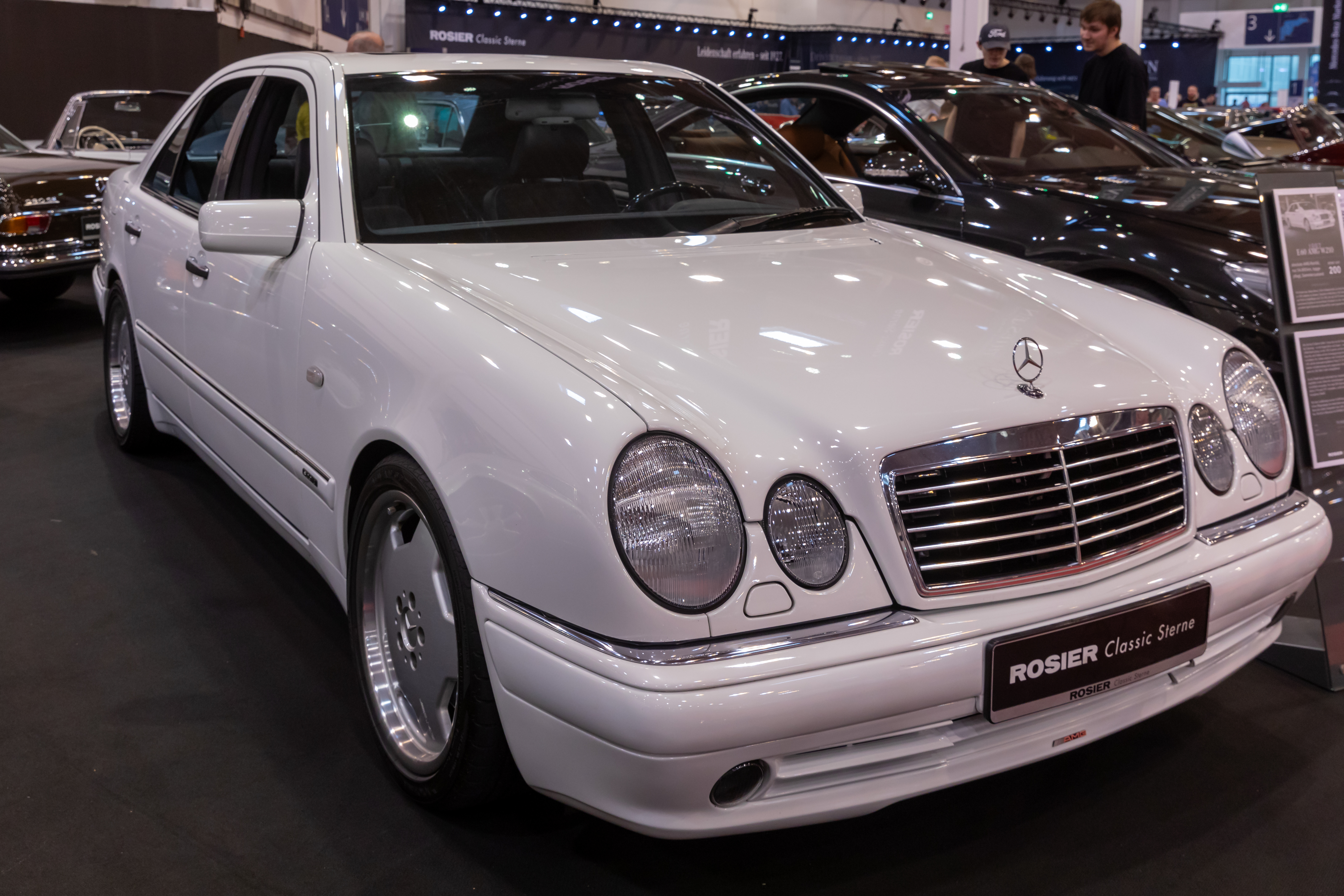
La berlina E60 W210 è una delle tre applicazioni del 6 litri M119

Fra il 1993 ed il 1996, la AMG ha proposto una delle sue rivisitazioni su base M119. Questo motore era un 6 litri (da non confondere con il 6 litri M120, che era un V12) dalle seguenti caratteristiche:
- alesaggio e corsa: 100x94.8 mm;
- cilindrata: 5956 cc;
- rapporto di compressione: 10:1;
- potenza massima: 381 CV a 5500 giri/min;
- coppia massima: 580 N·m a 3750 giri/min;
- applicazioni:
  - Mercedes-Benz E 60 AMG W124 (1993-94);
  - Mercedes-Benz E 60 AMG W210 (1996-98);
  - Mercedes-Benz SL 60 AMG R129 (1993-98).